# Ибик
Ибик (грч. Ίβυκος, лат. Ibycus) је био старогрчки лирки песник који рођен у 6. веку п. н. е. у Регији - Калабрија у Италији.
Путовао је свуда, а једно време је провео на двору тиранина Поликрата на Самосу. У историју грчке поезије ушао је са песмама од којих су сачуване само неке. У његовим књигама највише су истакнути љубавни и митолошки мотиви.
Ибик је, према Плутарху, погинуо недалеко од Коринта, где су га напали разбојници и смртно га ранили. У часу напада на небу се појавило јато ждралова, а како никога другог није било у близини, Ибик је, последњим снагама позвао ждралове да га освете.
Разбојници нису обраћали пажњу на то што је Ибик поручио ждраловима и наставуили су својим путем. После неког времена, разбојници су присуствовали представи у коринтском позоришту, када су се изненада појавили ждралови. Један од разбојника је узвикнуо да они долазе да се освете за убиство Ибика и тако одао себе и своје саучеснике. Представа је прекинута, убице су осуђене на смрт. 
Причу о Ибиковој смрти је извукао из заборава Еразмо Ротердамски у свом делу „Адађо“ из 1508. године, као и Фридрих Шилер у својој балади „Ибикови ждралови“ из 1797. године.
Израз "Ибикови ждралови" се користи за неочекивану казну која убрзо стиже.